# Rabenau (Hesse)
Rabenau é um município da Alemanha, situado no distrito de Gießen, no estado de Hesse. Tem 43,4 km² de área, e sua população em 2019 foi estimada em 5.036 habitantes.